# Tripp Schwenk
William Douglas Schwenk, III; znany jako Tripp Schwenk (ur. 17 czerwca 1971 w Sarasocie), amerykański pływak specjalizujący się w stylu grzbietowym, medalista olimpijski.
Największy sukces Tripp odniósł podczas Igrzysk Olimpijskich w 1996 r. w Atlancie, gdzie wywalczył złoty medal w sztafecie 4 × 100 m stylem zmiennym oraz tytuł wicemistrza olimpijskiego na dystansie 200 m stylem grzbietowym.